# Powiat de Wolsztyn
Le powiat de Wolsztyn (en polonais : powiat wolsztyński) est un powiat appartenant à la voïvodie de Grande-Pologne dans le centre-ouest de la Pologne.
Il est né le 1er janvier 1999, à la suite des réformes polonaises de gouvernement local passées en 1998.
Le siège administratif du powiat est la ville de Wolsztyn, qui se trouve à 63 kilomètres au sud-ouest de Poznań, capitale de la voïvodie de Grande-Pologne.
Le district couvre une superficie de 680,03 kilomètres carrés. En 2012, sa population totale est de 56 660 habitants, avec une population pour la ville de Wolsztyn de 13 544 habitants (en 2014), et une population rurale de 41 161 habitants.

## Division administrative

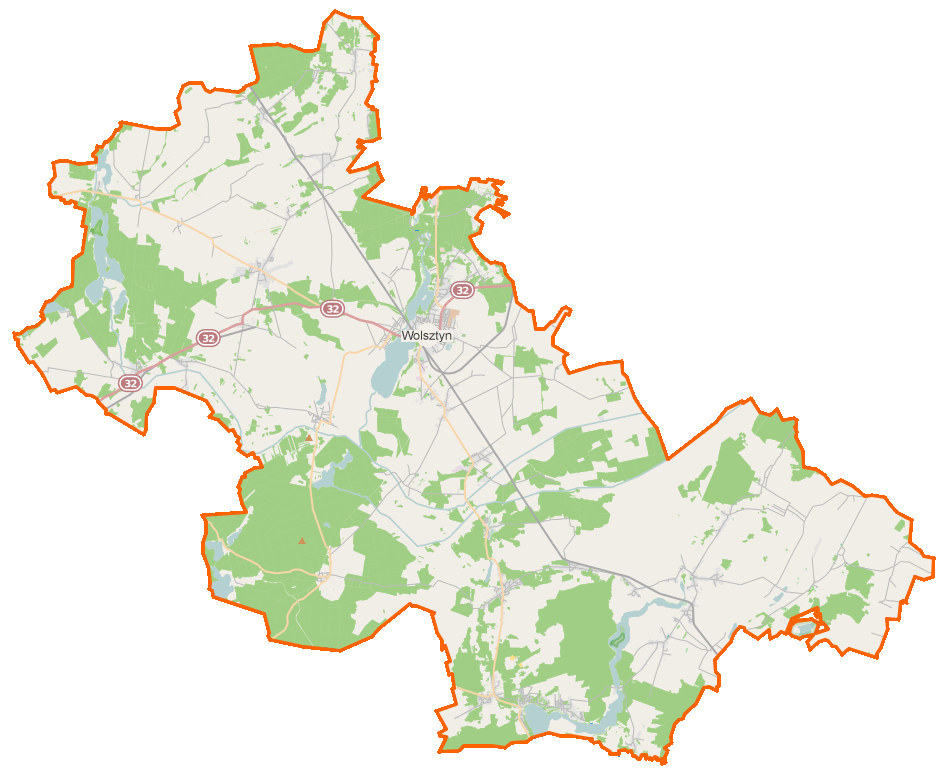
Plan du powiat.

Le powiat est divisé en 3 gminy (communes) :
| Gmina    | Type         | Superficie (km²) | Population (2006) | Siège    |
| Wolsztyn | urbain-rural | 249,6            | 29 216            | Wolsztyn |
| Przemęt  | rural        | 225,3            | 13 494            | Przemęt  |
| Siedlec  | rural        | 205,1            | 12 008            | Siedlec  |

## Démographie
Données du 30 juin 2005 :
| Description | Total  | Total | Femmes | Femmes | Hommes | Hommes |
| ----------- | ------ | ----- | ------ | ------ | ------ | ------ |
| Unité       | Nombre | %     | Nombre | %      | Nombre | %      |
| Population  | 54 583 | 100   | 27 592 | 50,55  | 26 991 | 49,45  |
| Urbain      | 13 580 | 24,88 | 7 138  | 13,08  | 6 442  | 11,80  |
| Rural       | 41 003 | 75,12 | 20 454 | 37,47  | 20 549 | 37,65  |

## Histoire
De 1975 à 1998, les différents gminy du powiat actuel appartenait administrativement aux voïvodies de Leszno et Zielona Góra.

Le powiat de Wolsztyn est créé le 1er janvier 1999, à la suite des réformes polonaises de gouvernement local passées en 1998 et est rattaché à la voïvodie de Grande-Pologne.